# Indoor rowing
L'indoor rowing è un'attività sportiva che consiste nel manovrare un apposito strumento, il remoergometro, sfruttando la forza fisica del vogatore.

## Storia
Il remoergometro è uno strumento inventato alla fine del XIX secolo, ma che ha iniziato a diffondersi per l'allenamento dei praticanti del canottaggio nella seconda metà del XX secolo. Lo sviluppo tecnologico delle attrezzature le rese sempre più precise e performanti, e nel 1980 venne creata la società Concept2, attualmente maggior produttrice mondiale di remoergometri.
Nello stesso anno, complice anche il boicottaggio statunitense alle Olimpiadi di Mosca, un gruppo di canottieri di Boston decise di organizzare la prima manifestazione sportiva interamente dedicata alla pratica dell'indoor rowing: nacque così il C.R.A.S.H.-B. Sprints. La manifestazione statunitense, alla cui prima edizione parteciparono circa 20 vogatori, crebbe fino a diventare il principale evento di questo sport a livello mondiale.
Nel 1990 venne organizzata la prima manifestazione anche in Europa, con l'istituzione del B.I.R.C, acronimo di British Indoor Rowing Championship, a cui seguì l'introduzione di analoghe competizioni anche in Germania, Francia e Italia. Dal 2018 la Concept2 ha deciso di organizzare una manifestazione parallela al C.R.A.S.H.-B. Sprints con lo status di campionato mondiale, la Erg Sprints World Rowing Indoor Championship (Erg Spints WRIC).
Attualmente è sport dimostrativo dei Giochi mondiali. L'opportunità di collegare i rower tra di loro, e contestualmente anche ad internet, ha permesso, durante la pandemia di COVID-19, lo svolgimento delle principali competizioni internazionali da remoto, evitando quindi l'organizzazione di eventi in presenza.

## Competizioni

Pittogramma dell'indoor rowing

- Giochi mondiali - sport dimostrativo
- Erg Sprints World Rowing Indoor Championship
- Campionato europeo di indoor rowing
- C.R.A.S.H.-B. Sprints
- B.R.I.C.
- Ergoregatta
- C2 Open Championship
- Aviron-Indoor